# 格倫 (密西西比州)
格倫（英語：Glen）是位於美國密西西比州奧爾康縣的城鎮。

## 人口
根據2020年美國人口普查的數據，格倫的面積為12.09平方千米，當中陸地面積為12.07平方千米，而水域面積為0.02平方千米。當地共有人口382人，而人口密度為每平方千米32人。